# Шафранный кассик
Шафранный кассик (лат. Xanthopsar flavus) — вид птиц из семейства трупиаловых (Icteridae). Единственный вид в одноимённом роде Xanthopsar. Подвидов не выделяют.

## Описание
Оперение на спине, крыльях и хвосте чёрное, грудь и большая часть головы жёлтые.

## Ареал
Распространены в Аргентине, Бразилии, Парагвае и Уругвае (где эти птицы живут в местности Quebrada de los Cuervos). Естественной средой обитания представителей вида являются субтропические или тропические сухие равнинные травянистые сообщества, в том числе сезонно увлажненные или затопленные, а также пастбища.

## Охранный статус
Продолжительность поколения составляет 4,6 года. Популяция данного вида уменьшается. МСОП присвоил виду охранный статус EN. Угрозой для него считается возможная утрата мест обитания.